# Orthomorpha baliorum
Orthomorpha baliorum är en mångfotingart som beskrevs av Sergei I. Golovatch 1994. Orthomorpha baliorum ingår i släktet Orthomorpha och familjen orangeridubbelfotingar. Inga underarter finns listade i Catalogue of Life.